# حسن بشير
حسن بشير (7 يناير 1987 بكوبنهاغن في الدنمارك - ) هو لاعب كرة قدم باكستاني في مركز الهجوم. شارك مع منتخب باكستان لكرة القدم. أما مع النوادي، فقد لعب مع نادي دوردوي بيشكك ونادي فريماد أماغر ونادي هيليراب وKøge Boldklub ‏ وBBCU F.C. ‏ وBrønshøj Boldklub ‏ وSfB-Oure FA ‏ وSvebølle BI 2016 ‏ وBoldklubben af 1893 ‏ وNordvest FC ‏ ونادي فيون ‏.

## وصلات خارجية
- حسن بشير على موقع الاتحاد الدولي (مؤرشف)  (الإنجليزية)
- حسن بشير على موقع قاعدة بيانات كرة القدم.إي يو (الإنجليزية)
- حسن بشير على موقع ناشيونال فوتبول تيمز (الإنجليزية)
- حسن بشير على موقع Soccerway.com (الإنجليزية)